# Євгеновка
Євге́новка (каз. Евгеновка) — село у складі району Беїмбета Майліна Костанайської області Казахстану. Входить до складу Павловського сільського округу.
Населення — 131 особа (2021; 421 у 2009, 785 у 1999, 1007 у 1989).